# Bisamblumen
Die Bisamblumen (Amberboa) bilden eine kleine Pflanzengattung in der Unterfamilie der Carduoideae innerhalb der Familie der Korbblütler (Asteraceae). Die sechs bis zehn Arten sind vom Mittelmeerraum bis Zentralasien verbreitet.

## Beschreibung

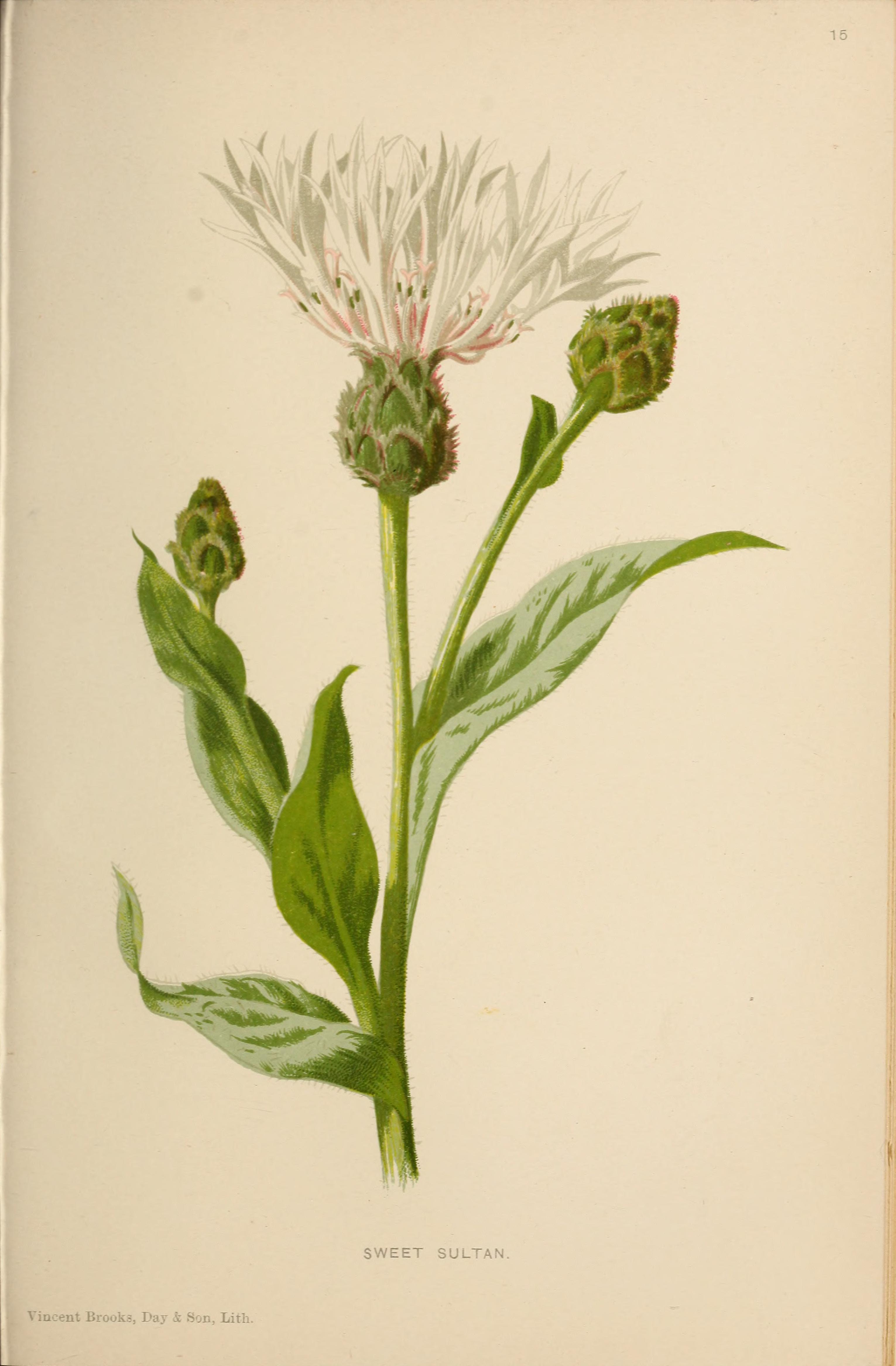
Illustration aus Sweet-scented flowers and fragrant leaves, interesting associations gathered from many sources, with notes on their history and utility, 1895 der Duftenden Bisamblume (Amberboa moschata)

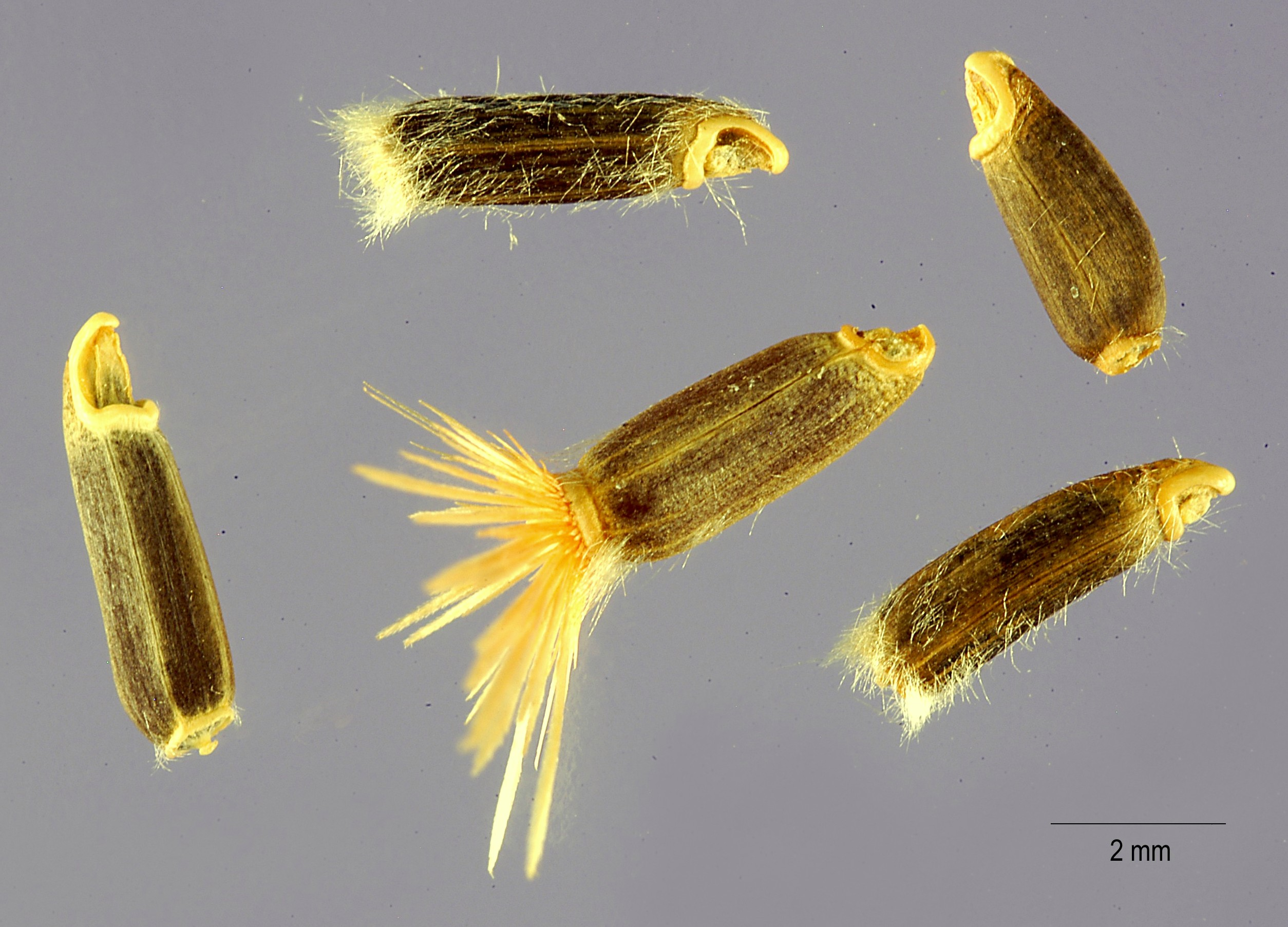
Achänen der Duftenden Bisamblume (Amberboa moschata)

### Vegetative Merkmale
Amberboa-Arten sind ein- oder zweijährige krautige Pflanzen, die je nach Art Wuchshöhen von 20 bis 70 Zentimetern erreichen. Im Gegensatz zu vielen Gattungen der Tribus Cynareae sind sie nicht dornig. Die aufrechten Stängel sind meist ab nahe der Basis verzweigt.
Die wechselständig, grundständig und am Stängel verteilt angeordneten Laubblätter sind gestielt oder ungestielt; die obersten sind kleiner. Die Blattränder sind ganz, gezähnt oder gelappt. Die Blattoberflächen sind filzig behaart und winzig drüsig gepunktet.

### Generative Merkmale
Die körbchenförmigen Blütenstände stehen einzeln und endständig. Die Blütenstandsschäfte sind schlank. Die eiförmige Korbhülle weist einen Durchmesser von 12 bis 16 Millimetern auf. In einigen Reihen stehen dachziegelartig angeordnet die Hüllblätter, die einen trockenhäutigen, braunen Rand besitzen und die inneren mit Spitzen, die trockenhäutige, braune und ganzrandige oder dornige Anhängsel besitzen. Der Korbboden ist flach. Die Spreublätter sind abgeflacht-borstenförmige Schuppen. Die Blütenkörbe enthalten viele Blüten mit rosa- bis purpurfarbenen oder weißen bis gelben Kronblättern. Wie bei allen Carduoideae sind, im Gegensatz zu den anderen Unterfamilien, nur Röhrenblüten vorhanden. Die randlichen Röhrenblüten sind ungeschlechtig, steril, zygomorph und vergrößert und enden mit fünf Kronzipfeln. Die inneren Röhrenblüten sind fertil und radiärsymmetrisch. Die Staubbeutel sind geschwänzt und besitzen Anhängsel.
Die abgeflachten Achänen besitzen gerippte Oberflächen und aufsteigende, lange Haare. Der beständige Pappus besteht aus einigen Reihen vieler nicht verwachsener, schmaler Schuppen, selten fehlt er.

## Systematik und Verbreitung
Die Gattung Amberboa gehört zur Subtribus Centaureinae aus der Tribus Cynareae in der Unterfamilie der Carduoideae innerhalb der Familie der Korbblütler (Asteraceae). Amberboa ist mit Centaurea im engen Sinne nicht näher verwandt als alle anderen Gattungen innerhalb der Centaureinae; sie bildet in den Stammbäumen eine Schwestergruppe zu den übrigen Centaureinae.
Der Gattungsname wurde 1719, also vor dem Erscheinen von Linnés Species Plantarum 1753, dem Startpunkt der gültigen botanischen Nomenklatur, von Sébastien Vaillant als Amberboi veröffentlicht und erschien danach 1754 posthum in einer deutschen Übersetzung des französischen Originals. Greuter, Agababian und Wagenitz (2005) kamen zu dem Ergebnis, dass es vorteilhafter sei, diese Übersetzung als nomenklatorisch gültig anzuerkennen. Deshalb wird Amberboa Vaill., eine zu einem späteren Zeitpunkt konservierte orthografische Form, in neueren Floren als gültig angegeben und das in älteren Werken anerkannte, 1832 veröffentlichte Homonym Amberboa (Pers.) Less. verworfen.
Der botanische Gattungsname Amberboa leitet sich von einem Gattungsnamen aber aus der Zeit vor Linné ab: Amberboi Vaillant, er wird von Carl von Linné in seiner Originalveröffentlichung der Gattung Centaurea zitiert.
Bei Amberboa kommt nur eine Chromosomengrundzahl von x = 16 vor, bei Centaurea dagegen von x = 8, 9, 10, 11, 12, 13 oder 15. Morphologisch unterscheiden sich die Amberboa nur wenig von den vielgestaltigen Centaurea.
Das ursprüngliche Verbreitungsgebiet Gattung Amberboa reicht vom Mittelmeerraum bis Zentralasien.
Einige Arten werden als Zierpflanzen verwendet und sind in einigen Gebieten verwildert.
Zur Gattung Amberboa gehören sechs bis zehn Arten:
- Amberboa amberboi (L.) Tzvelev (Syn.: Amberboa odorata DC.)[5]: Sie kommt im Iran, Turkmenistan, Armenien und Aserbaidschan vor.[6]
- Amberboa bucharica Iljin: Sie ist Zentralasien verbreitet.
- Amberboa glauca (Willd.) Grosch.: Sie ist von der Türkei bis in den Kaukasusraum verbreitet.
- Amberboa iljiniana Grossh.: Sie ist in Transkaukasien, in Kaspiseegebiet und im Iran verbreitet.
- Duftende Bisamblume (Amberboa moschata (L.) DC., Syn.: Centaurea moschata L., Centaurea imperialis hort.): Wildformen sind aus der Türkei und aus Armenien bekannt.[4] Sie wird seit dem 17. Jahrhundert als Zierpflanze kultiviert.
- Amberboa nana Iljin: Die Heimat ist Armenien.
- Amberboa sosnovskyi Iljin: Sie ist im Kaukasusraum verbreitet.
- Amberboa turanica Iljin: Sie ist im Kaukasusraum verbreitet.

Nicht mehr in die Gattung Amberboa gehören beispielsweise:
- Centaurea albonitens Turrill (Syn.: Amberboa carthamoides DC.)
- Volutaria crupinoides (Desf.) Maire (Syn.: Amberboa libyca Alavi)[4]